# Індек-Чокрак

Індек-Чокрак в тіні дерев, 2013 р.

Індек-Чокрак — джерело в Криму, на північно-західних відрогах Демерджі, на південь від г. Пахкал-Кая, поблизу перевалу МАН.
Координати джерела: WGS84-N44gr 46,366 min E034 gr 22,313 min 939 м.н.у.м. або N44.77267 E34.37161
Виотна відмітка: 925 м над р.м. Басейн р. Демерджі. Температура води 3,5о, дебіт — 0,01-0,05 л/с.
По південно-східному схилі Ельх-Каї проходить дорога, по якій прокладено один з найпопулярніших маршрутів № 128 Ангарський перевал — перевал МАН.